# Erica Field
Erica Marie Field (* 12. Februar 1974) ist eine US-amerikanische Wirtschaftswissenschaftlerin und Hochschullehrerin.

## Werdegang, Forschung und Lehre
Field studierte Wirtschaftswissenschaft am Vassar College, wo sie 1996 als Bachelor of Arts graduierte. Nachdem sie zeitweise mittels eines Stipendiums des Fulbright-Programms vor Ort in Peru geforscht hatte, schloss sie 2003 ihr Master- und Ph.D.-Studium mit Unterstützung des Woodrow Wilson International Centers for Scholars an der Princeton University mit einer Arbeit über die Auswirkungen der von Hernando de Soto angestoßenen Eigentumsreformen Perus auf den dortigen Arbeitsmarkt ab. Anschließend ging sie als Postdoc an die Harvard University, wo sie zwei Jahre später Assistant Professor wurde. 2010 stieg sie zum Associate Professor an der Hochschule auf und wechselte ein Jahr später an die Duke University. Dort wurde sie 2015 zur ordentlichen Professorin berufen, 2024 übernahm sie die den James-B.-Duke-Distinguished-Professor-Lehrstuhl an der Universität.
Im Mittelpunkt der wissenschaftlichen Arbeit Fields stehen Fragestellungen zur Entwicklungsökonomie, dabei fokussiert sie sich insbesondere auf Aspekte der Arbeits- und Gesundheitsökonomie und den demografischen Auswirkungen. In diesem Zusammenhang ist sie unter anderem Research Fellow beim National Bureau of Economic Research, Fellow des Bureau for Research in Economic Analysis of Development und Research Fellow am Forschungsinstitut zur Zukunft der Arbeit.
Field ist und war Associate Editor verschiedener wirtschaftswissenschaftlicher Periodika wie dem Journal of Development Economics, The Review of Economics and Statistics und Economic Development and Cultural Change. Zwischen 2016 und 2019 saß sie im Exekutivkomitee der American Economic Association. Field erhielt 2010 den Elaine-Bennett-Forschungspreis, später saß sie im Auswahlkomitee der Auszeichnung.